# Młodzieżowe Indywidualne Mistrzostwa Polski na Żużlu 1969
Młodzieżowe Indywidualne Mistrzostwa Polski na Żużlu 1969 – zawody żużlowe, mające na celu wyłonienie medalistów młodzieżowych indywidualnych mistrzostw Polski w sezonie 1969. Rozegrano dwa turnieje półfinałowe oraz finał, w którym zwyciężył Zdzisław Dobrucki.

## Finał
- Lublin, 12 października 1969

| Msc. | Zawodnik              | Klub         | Pkt |             |  |
| ---- | --------------------- | ------------ | --- | ----------- |  |
| 1    | Zdzisław Dobrucki     | Leszno       | 15  | (3,3,3,3,3) |  |
| 2    | Jan Ząbik             | Toruń        | 13  | (3,2,2,3,3) |  |
| 3    | Stanisław Kasa        | Bydgoszcz    | 12  | (3,3,3,2,1) |  |
| 4    | Ryszard Dziatkowiak   | Gorzów Wlkp. | 11  | (2,3,1,3,2) |  |
| 5    | Marek Cieślak         | Częstochowa  | 11  | (2,3,3,1,2) |  |
| 6    | Bolesław Fizia        | Rybnik       | 11  | (2,2,2,2,3) |  |
| 7    | Antoni Fojcik         | Rybnik       | 9   | (3,2,3,1,d) |  |
| 8    | Leszek Marsz          | Gdańsk       | 8   | (1,1,2,2,2) |  |
| 9    | Grzegorz Kuźniar      | Rzeszów      | 7   | (2,1,1,3,d) |  |
| 10   | Zbigniew Marcinkowski | Zielona Góra | 6   | (0,1,0,2,3) |  |
| 11   | Benedykt Kosek        | Bydgoszcz    | 5   | (1,0,1,1,2) |  |
| 12   | Marian Zaranek        | Bydgoszcz    | 4   | (1,2,0,0,1) |  |
| 13   | Wojciech Kaczmarek    | Leszno       | 3   | (0,0,2,1,0) |  |
| 14   | Stanisław Kowalski    | Toruń        | 3   | (1,1,0,0,1) |  |
|      | Paweł Protasiewicz    | Zielona Góra | ns  |             |  |
|      | Zygfryd Friedek       | Opole        | ns  |             |  |

Uwaga: Paweł Protasiewicz i Zygfryd Friedek nie dojechali na zawody.